# Tall al-Hadżar
Tall al-Hadżar (arab. تل الحجر) – wieś w Syrii, w muhafazie Aleppo, w dystrykcie Dżarabulus. W 2004 roku liczyła 669 mieszkańców.